# 푸른저축은행
푸른저축은행(한국: 007330)은 대한민국의 유일하게 상장되어 있는 상호저축은행이다.

## 연혁
- 1971.6 - 삼익상호신용금고 설립
- 1979.9 - 사조산업으로 대주주 변경
- 1980.03 - 사조상호신용금고로 사명 변경
- 1993.12 - 코스닥시장 상장
- 1995.4 - 서울 강남구 신사동으로 사옥 이전
- 1998.1 - 극동상호신용금고 인수
- 1998.5 - 푸른상호신용금고로 사명 변경
- 2002.3 - 푸른상호저축은행으로 사명 변경
- 2010.3 - 푸른저축은행으로 사명 변경